# Tití de Stephen Nash
El tití de Stephen Nash (Plecturocebus stephennashi) és una espècie de mico del Nou Món. Aquest tití és endèmic de la riba oriental del riu Purus, al Brasil. Fou descobert per Marc van Roosmalen l'any 2001, quan pescadors locals li portaren espècimens d'aquest animal al seu centre de cria. Fou descrit el 2002. El seu nom és un homenatge a Stephen Nash, il·lustrador de Conservation International, l'organització que patrocinava el treball de van Roosmalen.